# Mendicino
Mendicino é uma comuna italiana da região da Calábria, província de Cosenza, com cerca de 8.084 habitantes. Estende-se por uma área de 35 km², tendo uma densidade populacional de 231 hab/km². Faz fronteira com Belmonte Calabro, Carolei, Castrolibero, Cerisano, Cosenza, Dipignano, Domanico, Fiumefreddo Bruzio, Lago, Longobardi.

## Demografia
| Variação demográfica do município entre 1861 e 2011                               |
|                                                                                   |
| Fonte: Istituto Nazionale di Statistica (ISTAT) - Elaboração gráfica da Wikipedia |